# 熊本電氣鐵道
熊本電氣鐵道（日语：／ Kumamoto Denki Tetsudō */?）是日本九州熊本縣的大眾交通公司，成立於1909年，略稱為熊本電鐵或熊電，經營鐵路與巴士。
西日本鐵道（西鐵）曾是最大的股東，但本公司並非西日本鐵道的子公司。2008年減資後西鐵不再是最大股東。

## 路線
| 中文線名 | 日文線名 | 起點           | 終點             | 距離（公里） |
| -------- | -------- | -------------- | ---------------- | ------------ |
| 菊池線   |          | 上熊本（KD01） | 御代志（KD19）   | 10.8         |
| 藤崎線   |          | 北熊本（KD08） | 藤崎宮前（KD06） | 2.3          |

藤崎線的一部分與路面電車相同，與一般道路共享路權。
為了因應目前列車運行狀態，從藤崎宮前站、北熊本站和御代志站之間的區間統稱為「本線」，而上熊本站和北熊本站之間的區間統稱為「上熊本線」。

## 車輛
- 200系電聯車 （原南海22000系）( 1998~2019年引退)
- 5000系電聯車（原東急5000系電車(初代)）( 1985~2016年引退)
- 6000系2車電聯車（原東京都交通局6000系 ）
- 01系 2車電聯車（原東京營團01系電聯車，自2015年3月起投入服務） [1]
- 03系電聯車（原東京營團03系電聯車 ），2019年5月起投入服務
- 1000形電聯車 (原靜岡鐵道1000形電聯車) ，2021年2月18日投入服務

## 历史
该公司的前身，菊池軌道成立於1909年8月15日，从1911年10月1日起營運軌距為914毫米（3英尺） 的蒸汽火車路线，起自池田站（現在的上熊本站附近）到千反畑站（現在的藤崎宮前站）。 1913年8月27日，池田和隈府站（後稱菊池）间的路線开通。
从1923年8月31日起，路線拓寬為1,067毫米（3英尺6英寸）   ，并使用600伏特直流電電氣化。 
1950年10月1日， 菊池線上熊本 - 北熊本區間開業，兩站之间有兩條路線，也就是经过藤崎宮前的舊線和新開的新线。 1953年6月，北熊本至藤崎宮前的舊線关闭。 1986年2月16日，由于客源不足，御代志 - 菊池間停駛。

## 巴士業務
除鐵路業務以外，公司尚經營巴士業務。路線從熊本站/ 熊本櫻町巴士總站出發，向熊本市東北方向放射狀延伸。也有租賃巴士與旅遊巴士服務。在菊陽町，菊池市，甲子市等地區營運殘疾兒童學校校車和社區巴士。

## 外部連結
- 熊本電氣鐵道 （页面存档备份，存于）（日語）（英文）（繁體中文）